# Rogas baguioensis
Rogas baguioensis är en stekelart som beskrevs av Roy D. Shenefelt 1975. Rogas baguioensis ingår i släktet Rogas och familjen bracksteklar. Inga underarter finns listade i Catalogue of Life.